# Kormesiy Peak
Der Kormesiy Peak (englisch; bulgarisch връх Кормесий wrach Kormesij) ist ein 260 m hoher und felsiger Berg auf Greenwich Island im Archipel der Südlichen Shetlandinseln. Er ragt 0,7 km südwestlich des St. Kiprian Peak, 0,75 km südöstlich des Drangov Peak und 0,6 km östlich des Ziezi Peak in den Breznik Heights auf.
Bulgarische Wissenschaftler kartierten ihn im Zuge von Vermessungen der Tangra Mountains auf der benachbarten Livingston-Insel zwischen 2004 und 2005. Die bulgarische Kommission für Antarktische Geographische Namen benannte ihn 2006 nach Khan Kormesij, der von 721 bis 738 in Bulgarien herrschte.